# Passer diffusus
Passer diffusus là một loài chim trong họ Passeridae.